# Rieux-en-Cambrésis
Rieux-en-Cambrésis ist eine französische Gemeinde mit 1.432 Einwohnern (Stand: 1. Januar 2022) im Département Nord in der Region Hauts-de-France; sie gehört zum Arrondissement Cambrai und zum Kanton Caudry. Die Einwohner werden Rieuxois genannt.

## Geographie
Die Gemeinde Rieux-en-Cambrésis liegt am Erclin, etwa neun Kilometer ostnordöstlich von Cambrai. Umgeben wird Rieux-en-Cambrésis von den Nachbargemeinden Iwuy im Nordwesten und Norden, Villers-en-Cauchies im Nordosten, Avesnes-les-Aubert im Osten und Südosten, Carnières im Süden, Cagnoncles im Südwesten sowie Naves im Westen. Durch das Gemeindegebiet von Rieux-en-Cambrésis führt eine Chaussée Brunehaut.

## Bevölkerungsentwicklung
| Jahr                       | 1962 | 1968 | 1975 | 1982 | 1990 | 1999 | 2006 | 2012 | 2021 |
| Einwohner                  | 1565 | 1470 | 1421 | 1384 | 1416 | 1360 | 1454 | 1504 | 1438 |
| Quellen: Cassini und INSEE |      |      |      |      |      |      |      |      |      |

## Sehenswürdigkeiten
- Kirche Saint-Martin, Monument historique
- Protestantische Kirche
- Schloss Rieux
- Wasserturm
- Soldatenfriedhof des Commonwealth

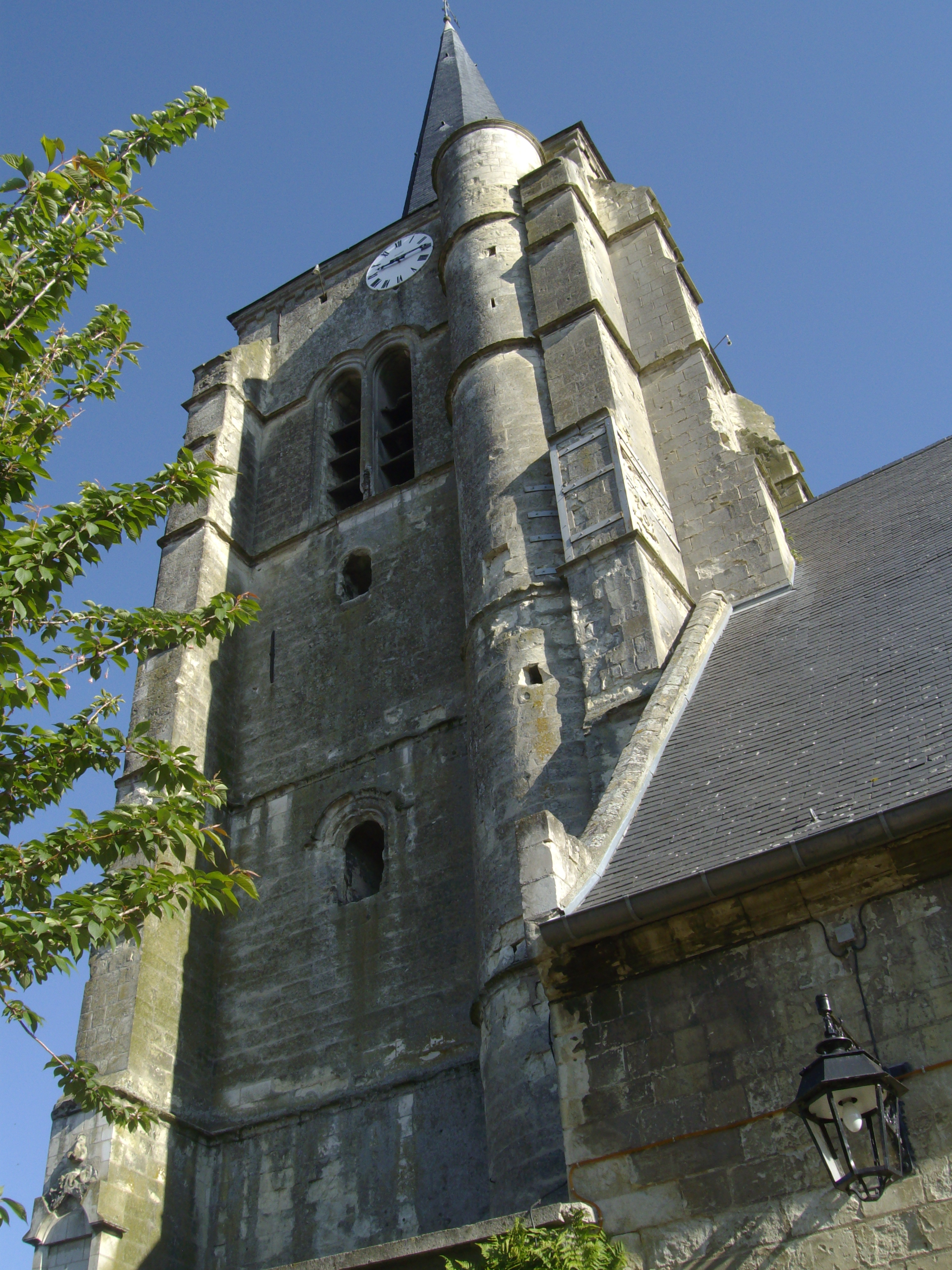
Kirche Saint-Martin
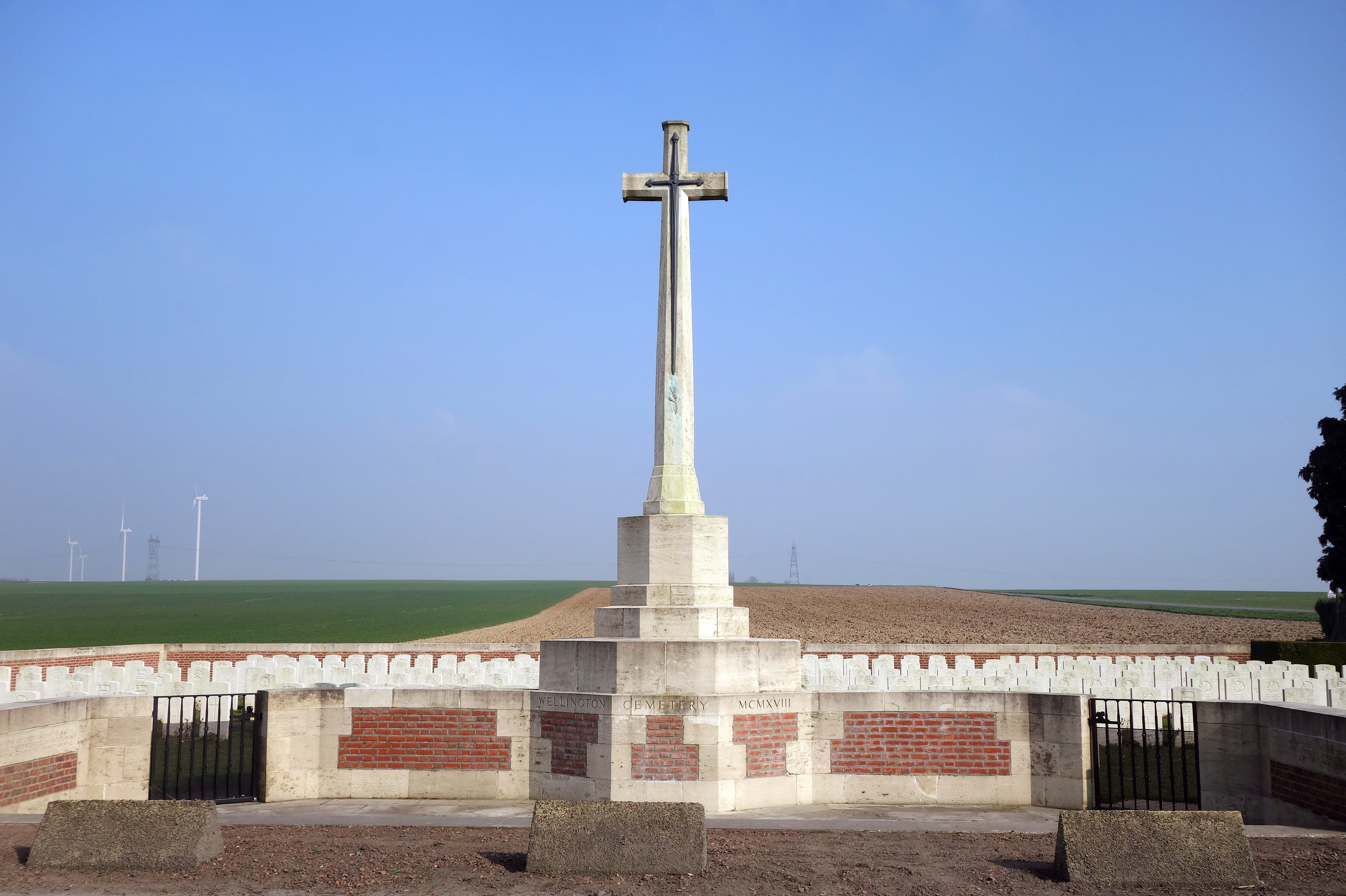
Opferkreuz des Soldatenfriedhofes